# 格德爾特里 (馬里蘭州)
格德爾特里（英語：Girdletree）是位於美國馬里蘭州烏斯特縣的一個普查規定居民點。

## 人口
根據2020年美國人口普查的數據，格德爾特里的面積為1.77平方千米，當中陸地面積為1.77平方千米，而水域面積為0.00平方千米。當地共有人口141人，而人口密度為每平方千米79.66人。